# Uni el Danés
Uni Garðarsson, más conocido por su apodo Uni el Danés (nórdico antiguo: Une hinn danski) fue uno de los primeros colonos de Islandia en el siglo IX. Era hijo de Gardar Svavarsson, el primer escandinavo que se atrevió a vivir en la isla. Su hacienda estaba localizada en Unaos.
Uni sirvió junto a Harald I de Noruega y pactó que haría lo imposible por someter a la Mancomunidad Islandesa bajo el poder de la corona noruega, a cambio sería recompensado con el título de jarl de Islandia. Los colonos descubrieron sus intenciones y fue expulsado al sur de la isla donde permaneció junto a Leiðólfur kappi de Skógahverfi.
Uni tuvo relaciones con Þórunn, hija de Leiðólfr. Según las sagas, aunque tenía la garantía de recibir toda la herencia de Leiðólfr, nunca tuvo interés por ella y escapó a Suðurnes. Sin embargo Leiðólfr lo persiguió y apresó tras una cruenta lucha donde perdieron la vida varios hombres y se lo llevó de regreso contra su voluntad, pero volvió a escapar una segunda vez. No hubo una tercera ocasión, ya que su suegro perdió la paciencia y acabó por matarle junto con su séquito.
El hijo de Þórunn y Uni fue Hróar Tungugoði, uno de los grandes caudillos islandeses del siglo X.

## Jarl de Islandia
La historia de Uni resalta por ser la primera tentativa de un rey noruego para gobernar Islandia. No sería hasta 1258 cuando Gissur Þorvaldsson fue proclamado el primero (y también último) jarl de Islandia, y poco después en 1262 se disolvió la Mancomunidad Islandesa con la firma de Gamli sáttmáli, o declaración de vasallaje prestada al rey de Noruega.